# Capasa glaucaria
Capasa glaucaria là một loài bướm đêm trong họ Geometridae.